# Пастор, Матьяш
Матьяш Пастор (венг. Pásztor Mátyás; род. 20 февраля 1987, Будапешт) — венгерский ватерполист, игрок сборной Венгрии. Бронзовый призёр летних Олимпийских игр 2020 года.

## Карьера
На клубном уровне Матьяш Пастор с 2006 года выступал за различные команды Венгрии. Двукратный серебряный медалист чемпионатов Венгрии (2013, 2014).
С 2009 по 2021 годы привлекался к выступлениям за первую национальную сборную.
В 2021 году был приглашён в национальную команду для участия в летних Олимпийских играх в Токио, где венгры стали бронзовыми призёрами турнира.
Женат, супруга — Анна. В декабре 2019 года родился сын Марселл.

## Награды
- Золотой Крест «За Заслуги» (2021).